# Urszula Łukomska

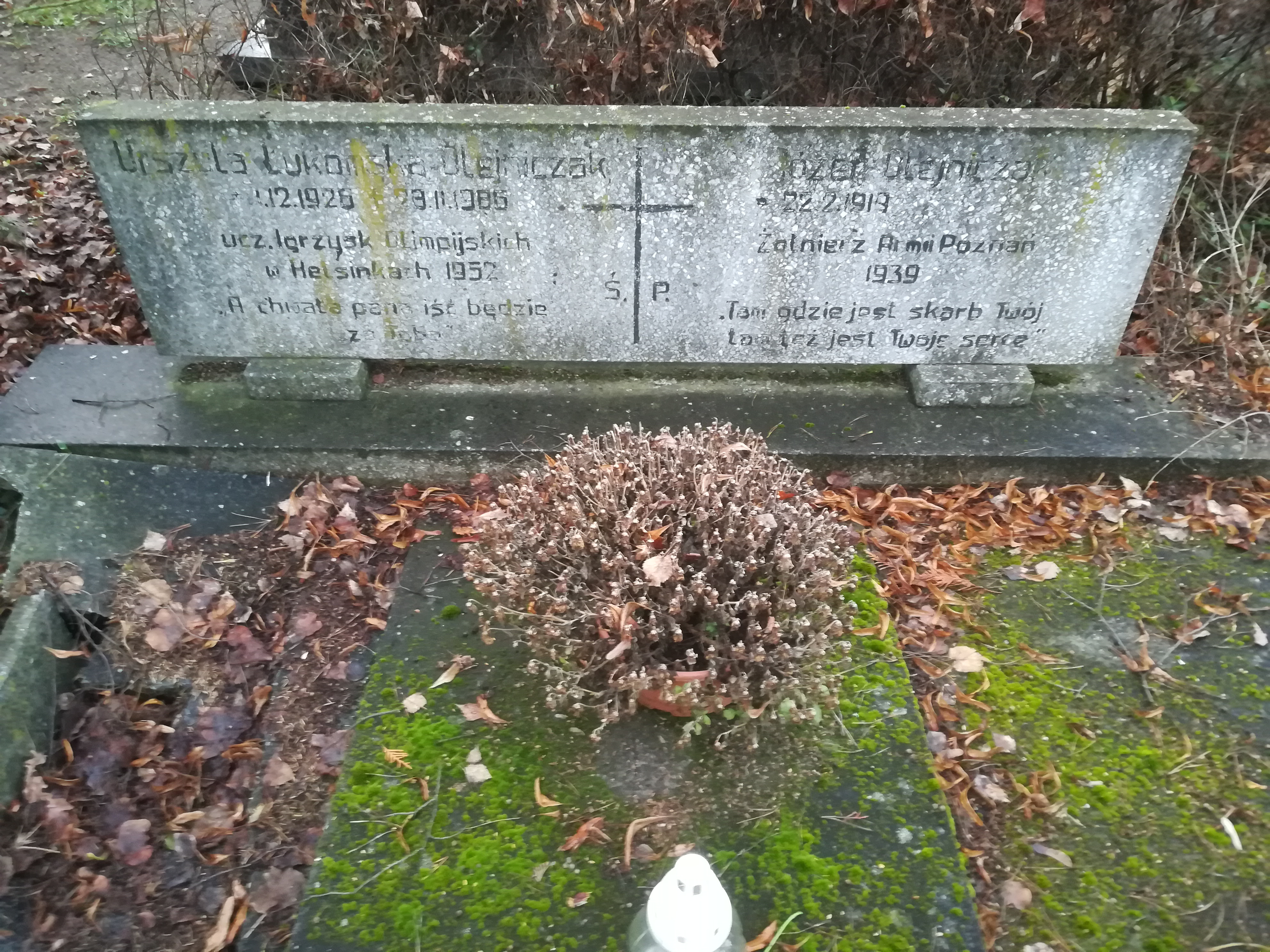
Grób na cmentarzu Junikowo w Poznaniu

Urszula Łukomska, po mężu  Olejniczak (ur. 1 grudnia 1926 w Poznaniu, zm. 28 listopada 1986 tamże) – gimnastyczka, olimpijka z Helsinek 1952.

## Życiorys
Mistrzyni Polski w ćwiczeniach na równoważni (1947) oraz wicemistrzyni w wieloboju (1947).
Na igrzyskach olimpijskich w 1952 r. zajęła:
- 8. miejsce w wieloboju drużynowym
- 35. miejsce w ćwiczeniach na poręczach
- 86. miejsce w ćwiczeniach wolnych
- 121. miejsce w skoku przez konia
- 123. miejsce w wieloboju indywidualnym
- 132. miejsce w ćwiczeniach na równoważni